# Pik Korona
Der Pik Korona (russisch пик Корона) ist ein Berg im Kirgisischen Gebirge, einem Teilgebirge des Tian Shan in Kirgisistan.
Der Pik Korona besitzt eine Höhe von 4860 m (nach anderen Quellen 4810 m) und bildet damit eine der höchsten Erhebungen des Kirgisischen Gebirges. An seiner Nordwestflanke liegt der Koronagletscher, an seiner Südwestflanke der Ak-Sai-Gletscher. Die Ostflanke des Pik Korona bildet das Nährgebiet des Sabirowagletschers. Ein Berggrat führt nach Norden zum 1,68 km entfernten Pik Semjonow-Tjan-Schanski. Der Berg liegt im Ala-Artscha-Nationalpark.